# La città del Natale
La città del Natale (Welcome to Christmas) è un film per la televisione del 2018 diretto da Gary Harvey.

## Distribuzione
Il film è stato distribuito nel 2018.